# Chelicerca guerreroa
Chelicerca guerreroa is een insectensoort uit de familie Anisembiidae, die tot de orde webspinners (Embioptera) behoort. De soort komt voor in Mexico.
Chelicerca guerreroa is voor het eerst wetenschappelijk beschreven door Ross in 2003.